# Les Pieux
Les Pieux település Franciaországban, Manche megyében. Lakosainak száma 3266 fő (2022. január 1.). Les Pieux Benoîtville, Flamanville, Grosville, Le Rozel, Saint-Germain-le-Gaillard és Tréauville községekkel határos.

## Népesség
A település népességének változása:
| Lakosok száma | 1169 | 2436 | 3203 | 3387 | 3282 | 3147 | 3223 | 3220 | 3244 | 3266 |
|               | 1968 | 1982 | 1990 | 2006 | 2013 | 2015 | 2017 | 2019 | 2020 | 2022 |